# Michał Aszenberg
Michał Aszenberg (ur. 28 lipca 1981 w Gorzowie Wielkopolskim) – polski żużlowiec.

## Kariera sportowa
Starty rozpoczynał na minitorach. Licencję żużlową uzyskał w barwach Stali Gorzów Wielkopolski. Debiutował 14 września 1998 roku w meczu wyjazdowym ze Startem Gniezno. Z drużyną Stali zdobył brązowy medal drużynowych mistrzostw Polski (2000). W sezonie 1999 wraz z Cegielskim, Okoniewskim, Cieślewiczem i Kwiatkowskim zdobył złoty medal młodzieżowych drużynowych mistrzostw Polski. W 2002 r. reprezentował barwy klubu WKM Warszawa.
Finalista indywidualnych mistrzostw Europy juniorów w 2000 roku (16 m.), młodzieżowych mistrzostw Polski par klubowych w 2001 roku (5 m.) i drużynowego Pucharu Polski w 1997 roku (4 m.). Wystartował także w memoriale Edwarda Jancarza w 2001 roku (16 m.).